# 漠河林业局
漠河林业局，前称西林吉林业局，隶属于中华人民共和国国家林业和草原局大兴安岭林业集团公司。经营总面积72.9660万公顷。2021年1月，西林吉林业局正式更名为漠河林业局。

## 行政区划
漠河林业局下辖以下单位：
河湾林场、前哨林场、河东林场、古莲林场、金沟林场。